# 葉紀東
葉紀東（1927年—2000年2月11日），原名葉崇培，台湾高雄市苓雅寮人，中国政治人物。

## 生平
他于民國十六年（1927年）十一月生于高雄市苓雅寮。他早年曾就读苓洲小學、第二公學校，成績优异。此后他入高雄中學，1944年念完四年級便越級考上臺北高等學校，但因在口试时因反感皇民化而惹恼日本主考官，遂被除名，他不得不回到高雄中學继续念五年级。1945年3月，中學畢業后，他考入臺南師範學校，后为躲避被编入日本军队而逃跑。日本投降后，1946年延平學院成立，他进入该校学习。在二二八事件中，他是延平學院的学生运动负责人。二二八事件后，他在台湾东躲西藏，1949年被中国共产党地下党组织派往中国大陆学习，4月6日离开台湾。此后他留在大陆，曾任中央人民廣播電台高級編輯、臺盟中央常務委員、臺盟中央宣傳部部長、政協北京市委員會委員等职务。

## 著作
- 葉紀東，海峽兩岸皆我祖鄉：一個台灣知識份子的兩岸情結，人間出版社，2000年
- 葉紀東先生口述記錄，载 二二八事件文獻補錄，南投：臺灣省文獻委員會編印，1995年